# منحنى سطح البحر

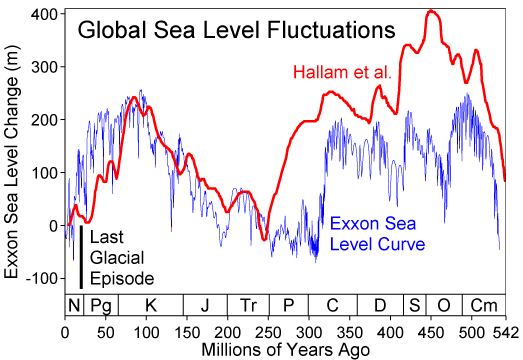
مقارنة بين عمليتي إعادة بناء على مستوى البحر في منحنى 500 Myr: Exxon الأخير ومنحنى Hallam. يشار إلى مقياس التغير أثناء التحول الجليدي/بين الجليدي الأخير بشريط أسود.

منحنى سطح البحر هو تمثيل للتغيرات التي تطرأ على سطح البحر خلال التاريخ الجيولوجي.
وأول منحنى من هذا النوع هو منحنى فيل أو منحنى إكسون. وتشير أسماء المنحنيات إلى حقيقة أنه في عام 1977 قام فريق من علماء الجيولوجيا تابعين لـ Exxon وينتمون لـ Esso لبحوث الإنتاج على رأسه بيتر فيل بنشر رسالة علمية عن تغيرات مستوى البحر الإيوستاتية. وقد اعتمد منحنى سطح البحر الخاص بهم على البيانات الزلزالية والبيانات الطبقية الحيوية التي تجمعت أثناء التنقيب عن النفط.
كان منحنى فيل (والرسالة ذاتها) موضوع مناقشة بين علماء الجيولوجيا، لأنه اعتمد على بيانات طبقية حيوية غير مفصح عنها ومحظور تداولها تجاريًا، وبذلك لا يمكن تأكيدها منفردةً. وبسبب ذلك، كانت هناك جهود تالية لإنشاء منحنى لمستوى البحر بالاعتماد على المعلومات غير التجارية.
في عام 1987–1988، تم نشر منحنى إيوستاتي منقح لمستوى سطح البحر في عصور الحقبة الوسطى والحقبة الحديثة يعرف الآن باسم منحنى حق لسطح البحر، إشارةً إلى عالم المحيطات الباكستاني الأمريكي بلال حق.